# Oering
Oering település Németországban, Schleswig-Holstein tartományban. Lakosainak száma 1443 fő (2023. december 31.).

## Népesség
A település népességének változása:
| Lakosok száma | 813  | 1302 | 1322 | 1362 | 1422 | 1429 | 1443 |
|               | 1975 | 2014 | 2017 | 2019 | 2021 | 2022 | 2023 |